# Trombone de Quincke
O Trombone de Quincke é um dispositivo experimental que é usado para demonstrar a interferência de ondas sonoras. O fenômeno estudado pelo dispositivo ocorre quando um som chega a uma fonte de captura por mais de um caminho distinto.
Seja {\displaystyle F} uma fonte sonora, cujas ondas entram no interior de um trombone, de modo a se obter ondas estacionárias dentro do tubo. Como {\displaystyle A} e {\displaystyle B} possuem liberdade de movimento, podemos aumentar ou diminuir o percurso de um dos caminhos percorridos pelo som, de modo que o ouvinte situado na saída do trombone escutará um som forte quando ocorre interferência construtiva na boca do trombone e um som fraco quando existir interferência destrutiva. Deste modo, sendo {\displaystyle d1} e {\displaystyle d2} a diferença de caminho no trombone e denotando-se por ¥ o comprimento da onda, temos:
- d2 - d1 = n.(¥/2) n = 0,2,4,6,... (som forte)
- d2 - d1 = n.(¥/2) n = 1,3,5,7,... (som fraco)